# Charles Hentz
Charles Hentz (13 settembre 1947) è un ex cestista statunitense, professionista nella ABA.

## Carriera
Venne selezionato dai San Diego Rockets al quinto giro del Draft NBA 1969 (63ª scelta assoluta).